# Portada/article febrer 26

## Dragó de Komodo
El dragó de Komodo (Varanus komodoensis) és una espècie de llangardaix que viu a les illes de Komodo, Rinca, Flores, Gili Motang i Gili Dasami, a la Indonèsia central. És un membre de la família dels varans (varànids), i és l'espècie més gran vivent de llangardaix; assoleix una mida mitjana de dos a tres metres i pesa aproximadament setanta quilograms. La seva mida inusual s'atribueix al gegantisme insular, car no hi ha altres animals carnívors que puguin omplir el nínxol de les illes on viuen, i també al ritme metabòlic baix del dragó de Komodo. Com a resultat de la seva mida, aquests llangardaixos són depredadors alfa, i dominen els ecosistemes on habiten. Tot i que els dragons de Komodo s'alimenten principalment de carronya, també embosquen i cacen preses.